# Де Оливейра, Паулу Сезар
Паулу Сезар де Оливейра (порт. Paulo César de Oliveira; 6 сентября 1960, Араракуара, Бразилия), более известный как ПС (порт. PC) — бразильский мини-футбольный тренер. Привёл сборную Бразилии к победе на чемпионате мира 2008 года.

## Биография
Восемь лет с небольшим перерывом Паулу Сезар возглавлял бразильский клуб «Ульбра». За это время он четырежды приводил его к победе в чемпионате Бразилии и дважды выигрывал Межконтинентальный кубок. В 2004 году бразилец возглавил испанский клуб «Плайас де Кастельон» и сходу привёл его к победе в суперкубке. Однако в Почётном дивизионе он проработал недолго: спустя сезон Паулу Сезар де Оливейра возглавил сборную Бразилии по мини-футболу.
На чемпионате мира 2008 года Паулу Сезару удалось после 12-летнего перерыва вернуть Бразилии звание сильнейшей команды мира. Всего под его руководством бразильцы провели 155 матчей, показав невероятный результат: 149 побед, 5 ничьих и всего одно поражение. Несмотря на это, конфликт тренера с игроками и руководством футзальной федерации стал причиной того, что в 2009 году он был отстранён от должности. Вскоре Паулу Сезар возглавил «Коринтианс».

## Тренерские достижения
- Чемпион мира: 2008
- Обладатель Кубка Америки (2): 2008, 2017
- Обладатель Межконтинентального кубка (2): 1997, 1999
- Чемпион Бразилии (4): 1996, 1998, 2002, 2003
- Обладатель Бразильской Чаши: 2010
- Обладатель Суперкубка Испании: 2004